# Чизерано
Чизера̀но (на италиански: Ciserano; на ломбардски: Siserà, Сизера) е градче и община в Северна Италия, провинция Бергамо, регион Ломбардия. Разположено е на 159 m надморска височина. Населението на общината е 5721 души (към 2017 г.).